# Helichrysum chionoides
Helichrysum chionoides là một loài thực vật có hoa trong họ Cúc. Loài này được Philipson mô tả khoa học đầu tiên năm 1937.